# Безистан (Скопље)
Безистан у Скопљу (Северна Македонија) се налази у Старој скопској чаршији и изграђен је 1689. године на месту старог безистана који је изгорео у пожару током 17. века а који је Евлија Челебија описивао у својим записима о Скопљу као низ повезаних уличица препуних малих дућана и радњи разних занатлија. Објекат је правоугаоног облика са једноставним архитектонским решењима. Обновљен је 1892—1893. године уз помоћ Хусеин-бега, Осман-бега и Јашар-бега. У пожару 1908. године је био уништен део старе чаршије и део безистана.